# Andreas Müller (Komiker)

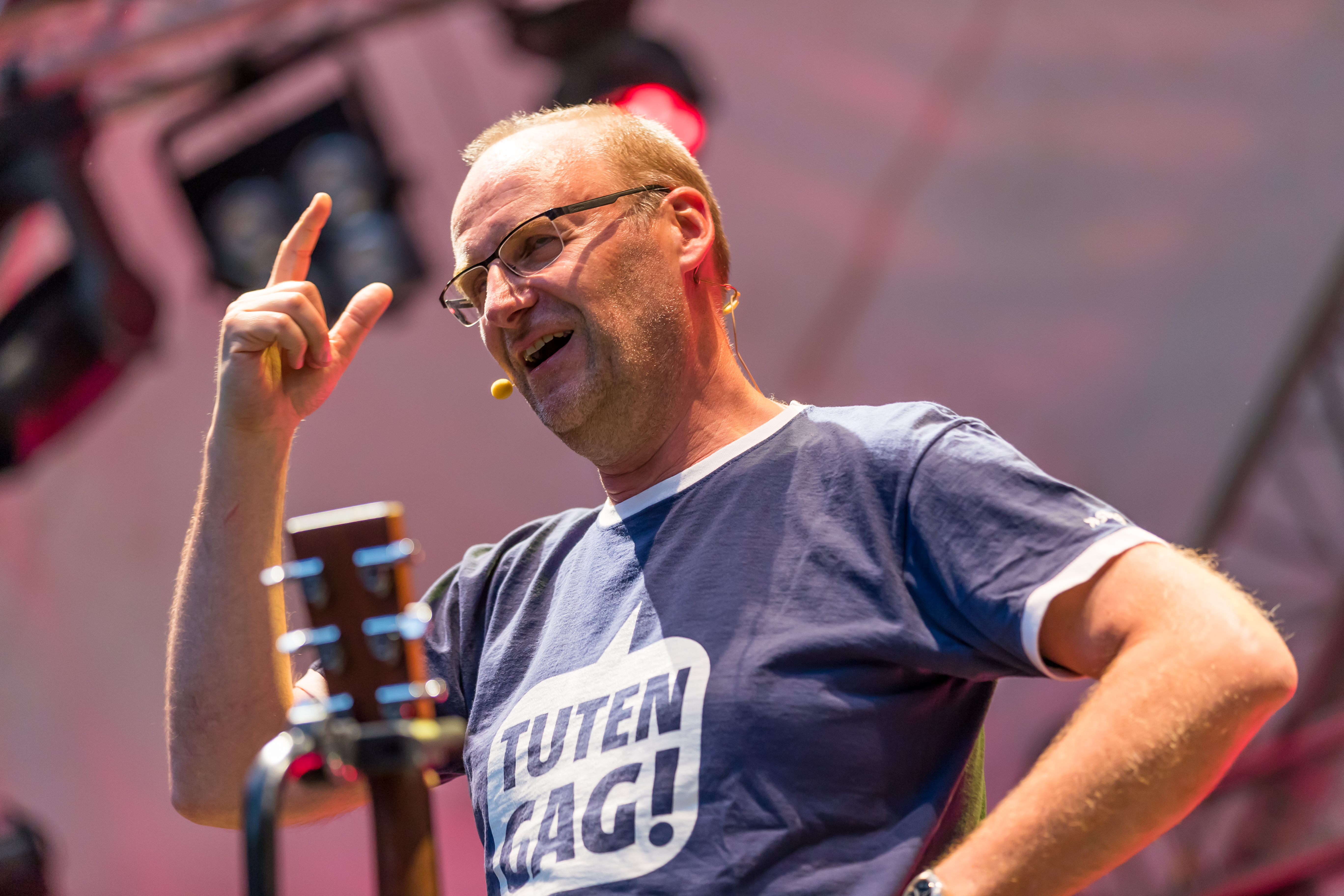
Andreas Müller
beim Ludwigshafener Stadtfest 2017

Andreas Müller (* 15. Juni 1966) ist ein deutscher Komiker und Stimmenimitator.

## Leben
Nach dem Abitur am Richard-Wagner-Gymnasium in Baden-Baden begann Andreas Müller Musikwissenschaft an der Musikhochschule in Karlsruhe zu studieren. Nach der Zwischenprüfung landete er jedoch beim damaligen SWF3.
Seit 1991 ist Andreas Müller als Parodist und Stimmenimitator bei SWF3 (nach der Fusion mit SDR 3 bei SWR3) beschäftigt. Er ist zudem Autor und Moderator mehrerer Comedy-Reihen. Müller ist Mitbegründer und Macher der SWR3-Gagtory. Er wurde auch als Stimmenimitator von Angela Merkel, Winfried Kretschmann, Edmund Stoiber, Johann Lafer, Xavier Naidoo und Herbert Grönemeyer bekannt.
In der ZDF-Ranking-Sendung unsere Besten Komiker rangiert er deutschlandweit auf Platz 34.
Seit 2007 ist Andreas Müller Comedychef bei SWR3.
Andreas Müller ist mit der SWR-Fernsehmoderatorin Heike Greis verheiratet, mit der er einen gemeinsamen Sohn hat, und lebt mit seiner Familie in Bühlertal in der Nähe von Baden-Baden.

## Bekannte Hörspielproduktionen
Andreas Müller produzierte eine Reihe von Hörspielen, die als Serie konzipiert wurden, jeweils mehrere Hundert Folgen umfassen und meistens auf einem Running Gag aufbauen. Die Hörspiele wurden zunächst über den Radiosender SWF3, später SWR3, verbreitet. Viele dieser Hörspiele erlangten vor allem bei der jüngeren Hörerschaft Kultstatus.
- Feinkost Zipp (Moggään!)
- Die Lallers, eine Parodie auf die Fernsehserie Die Fallers. Das Besondere an dieser Serie: Alle Figuren bis auf Silvana sprechen ausschließlich badischen Regiolekt
- SWR3 Reisbrei (Webekom?)
- Swedis für Angefangenen  und Fortgesrittenen
- Arnold Schwarzenegger mit seinen Fitness-Tipps Weg mit dem Speck
- SWR3 Kabinett und Reformhaus Schröder, politische Satiren, in denen er die Stimmen deutscher Spitzenpolitiker imitiert
- Jogis Jungs und Die Grokos in denen kabarettistisch Themen über Fußball und die große Koalition aufgegriffen werden

## Werke und Wirken
- 1995–1996: SWF3 Late-night-Tour mit Anke Engelke, Sascha Zeus, Andreas Ernst, Michael Wirbitzky
- 1996/1997: geht die eigene Fernsehcomedyreihe Müllermax in der ARD an den Start.
- 1996–1997: SWF3 Umfufu kommt-Tour mit Sascha Zeus, Andreas Ernst, Andrea Griesman, Michael Wirbitzky
- Seit 1998: mimt er bei Verstehen Sie Spaß? den Telefon-Lockvogel und legt mit verstellten Stimmen Normalbürger und Prominente rein.
- 1999–2000: SWR3 Gagtory Spaß im Wildall-Tour mit Sascha Zeus, Michael Wirbitzky, Andreas Ernst, Katrin Schmick
- 2002–2003: SWR3 Alles Müller Tour mit Klaus Spürkel (Mit gut 100.000 Besuchern komplett ausverkauft und die erfolgreichste deutsche Radio-Comedy auf der Bühne.)
- Seit 2003: In der Fernsehsendung SWR3 Ring frei! hat Andreas Müller den Comedy-Part inne.
- 2005: Solo-Tour: SWR3 macht Spaß – schgommgleisch – Andreas Müller live
- 2006: Comedy-Radioserie: KlinsCamp (Jürgen Klinsmann und Mannschaft vor und während der Fußball-Weltmeisterschaft 2006)
- 2007: Gastauftritt im ZDF in Folge 9 von Neues aus der Anstalt
- 2008: Comedy-Radioserie: Jogis Jungs (Jogi Löw und Mannschaft mit Klinsmann, der sich immer telefonisch meldet und nach dem Rechten fragt)
- 2008: Tour: SWR3 Comedy Live – mit Andreas Müller
- 2012: Solo-Tour: "Alles Müller"
- 2015/2016: Solo-Tournee: Andreas Müller 2015